# Black Leopards FC
Black Leopards Football Club – południowoafrykański klub piłkarski z siedzibą w mieście Polokwane.

## Historia
Black Leopards Football Club został założony w 1983 jako Sibasa Black Leopards. W pierwszej lidze południowoafrykańskiej Black Leopards zadebiutował w 2001. Klub występował PSL przez siedem kolejnych sezonów. Po rocznej przerwie Black Leopards powrócili do Premier League rok później i występują w niej do chwili obecnej. Największy sukces klub osiągnął w 2011 kiedy to dotarł do finału Pucharu RPA, gdzie uległ Orlando Pirates 1-3.

## Sukcesy
- finał Pucharu RPA (1): 2011.

## Reprezentanci kraju grający w klubie
- Thabang Stemmer
- Efraim Tjihonge
- Athiel Mbaha
- Quinton Jacobs
- Hartman Toromba
- Michel Nzamongini Babale
- Nono Lubanzadio
- Otshudi Lamá
- Lloyd Chitembwe
- Allan Kamanga
- Robert Ng’ambi
- Peter Mponda
- Jonas Mendes

## Trenerzy
- Arnaldo Salvado (2002)
- Augustine Eguavoen (2008)